# Friedrich Nausea

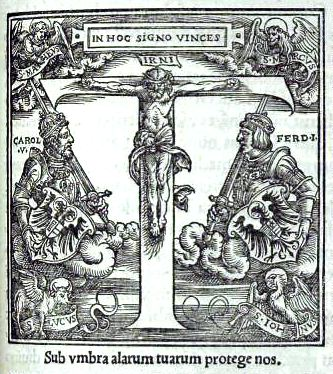
Friedrich Nausea, Sermones adventvales, Petrus Quentel, Colonia, 1536. Prefacio, letra T, con el Crucificado entre Carlos V, Fernando I y el tetramorfos. Entalladura a fibra de Anton Woensam de Worms.

Friedrich Nausea (Waischenfeld, c. 1495-Trento, 6 de febrero de 1552) fue un teólogo y predicador alemán, obispo de Viena desde 1541.
Friedrich Grau, latinizado Nausea, inició sus estudios en la escuela latina de Zwickau. En 1514 estudiaba en la Universidad de Leipzig, donde obtuvo los grados de bachiller y maestro. Es posible que estudiase también algún tiempo en Núremberg, donde habría tenido como maestro a Johann Cochlaeus. Profesor en Bamberg, en el invierno de 1518 viajó a Italia como acompañante y tutor del hijo de Johannes v. Schwarzenberg, mayordomo de palacio del príncipe-obispo de Bamberg, y pudo continuar sus estudios en las universidades de Pavía y Padua, doctorándose en leyes y teología. En la primavera de 1524 acompañó como secretario al legado papal Lorenzo Campeggio a la Dieta de Núremberg y a la Liga de Ratisbona. En Bretten se encontró con Melanchthon, a quien intentó atraer de vuelta al catolicismo. En 1525 se ordenó de diácono y, con el apoyo de Cochlaeus, fue designado rector de la iglesia de San Bartolomé de Fráncfort, pero no pudo tomar posesión por los disturbios que en torno a la cuestión de la Reforma alteraban la vida de la ciudad. Al prohibírsele la predicación en Fráncfort, en 1526 marchó a Maguncia, donde su obispo le encomendó la plaza de predicador en la catedral. En 1529 predicó en la Dieta de Speyer y a partir de 1534, tras doctorarse en teología en Siena, fue también predicador de Fernando I. El obispo de Viena, Johann Fabri, lo hizo su coadjutor en 1538 y a su muerte, en 1541, lo sucedió en el episcopado. No pudo asistir a las primeras sesiones del Concilio de Trento en 1545 por el peligro de guerra y las dificultades económicas en que se encontraba sumida su diócesis, pero asistió a su reanudación, a partir de diciembre de 1551, con una notable participación en las deliberaciones conciliares sobre los sacramentos. Allí le sorprendió la muerte, a causa de unas fiebres, el 6 de febrero de 1552.
Doctrinalmente Nausea se caracterizó por el esfuerzo constante para preservar la unidad de la Iglesia católica y lograr la reconciliación entre católicos y luteranos, llegando a solicitar a Roma que se permitiese a los sacerdotes contraer matrimonio y que a los laicos se les autorizase a recibir la comunión bajo las dos especies.